# 광 (대행령)
광(光, ? ~ ?)은 전한 중기의 관료이다. ‘광’은 이름자로, 성씨는 알 수 없다.

## 행적
건원 원년(기원전 140), 대행령에 임명되었다.

## 출전
- 반고, 《한서》권19하 백관공경표(百官公卿表) 下

| 전임 (전객) 정 | 전한의 대행령 기원전 140년 ~ 기원전 139년? | 후임 과기 |